# 로니 추
로니 추는 대한민국의 가수다. 2015년 싱글 앨범 [Golden River]로 데뷔했다.

## 학력
- 리버풀공연예술전문학교

## 방송
- 싱어게인1 (2020) - Top71

## 음반
- Golden River (2015)
- Be The One (2017)
- Tell Me Your Name (2017)
- 리턴 OST Part.1 (2018)
- 리턴 OST (2018)
- GMT+9 (2019)
- Bye Bye (2020)

## 공연
- 제39회 라이브 클럽 데이 (2018)
- ROOKIES' Day 1 (2018)
- 단란한 쫑파티 2018-2019 (2018)
- 조이뮤직콘서트 #4 (2019)
- 댕댕왕왕 조이콘서트 (2022)

## 경력
- EBS 스페이스공감 상반기 헬로루키 (2018)